# Henger

Egyenes köralapú henger

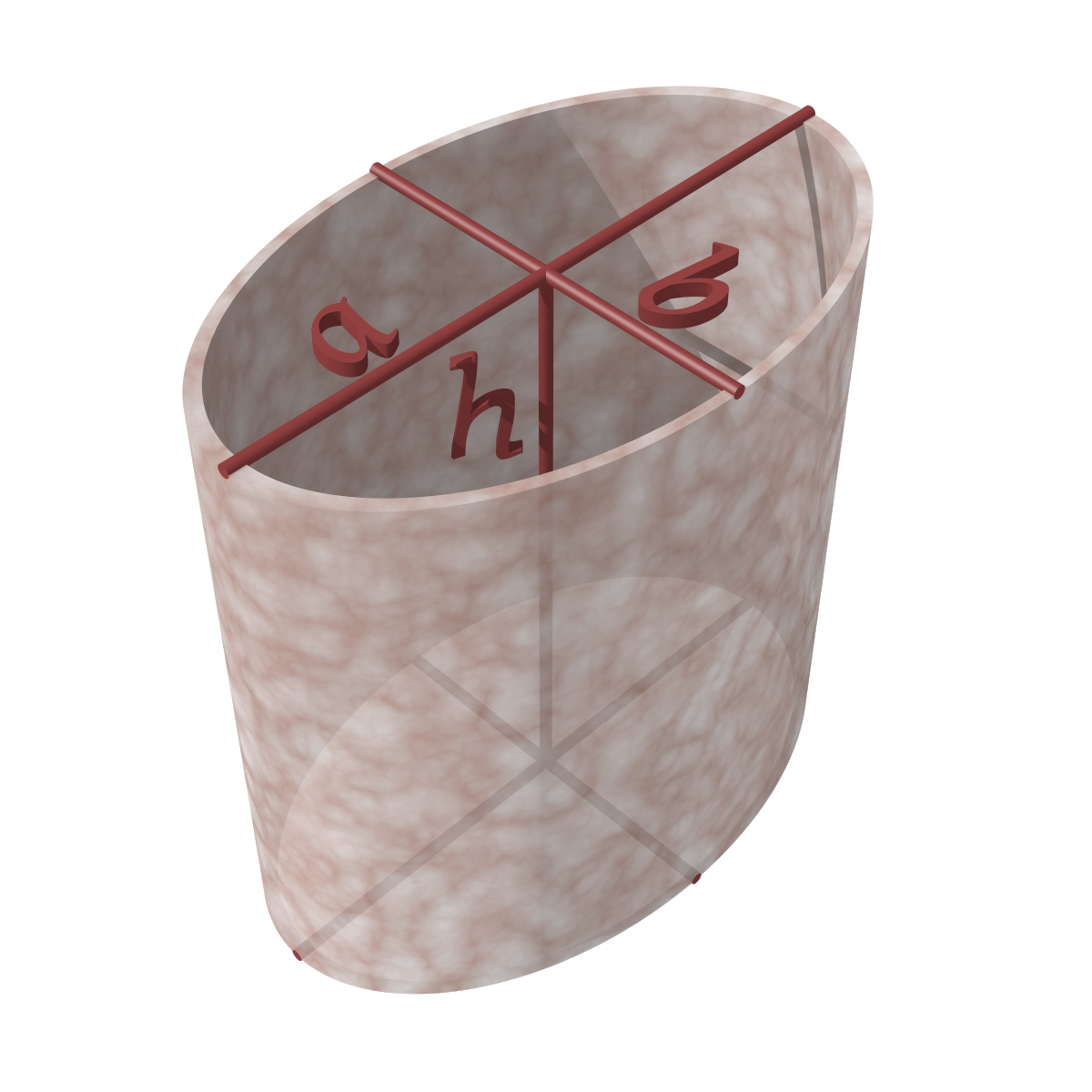
Elliptikus henger

A henger (idegen szóval cilinder) térbeli test. A henger alapját egy görbe, a vezérgörbe adja. Többnyire olyan hengerről van szó, aminek alapját ellipszis, speciális esetben kör alkotja. Legtöbbször ezt nevezik hengernek.
A keskenyebb, vagyis az alapot képező kör átmérőjénél lényegesen kisebb magasságú vagy szélességű hengert korongnak nevezik.
A(z elliptikus) henger leírható például az alábbi egyenlőtlenség-rendszerrel:
{\displaystyle \left({\frac {x}{r_{1}}}\right)^{2}+\left({\frac {y}{r_{2}}}\right)^{2}\leq 1,\quad 0\leq z\leq h}
ahol {\displaystyle r_{1}} és {\displaystyle r_{2}} az alapot képző ellipszis sugarai, {\displaystyle h} pedig a henger magassága.
A henger elfajult másodrendű felület, mert egyenletében nem szerepel a harmadik koordináta.

## Képletek

### Térfogat
A henger térfogata az alap területének és a henger magasságának a szorzata. Ellipszis alapú hengerek térfogata, a fenti jelöléseket használva, az alábbi formula szerint számítható:
{\displaystyle V=\pi r_{1}r_{2}h\,}
amely köralapú hengernél így egyszerűsödik le:
{\displaystyle V=\pi r^{2}h}

### Felszín
A kör alapú henger felszíne kiszámítható a palást felületét és az alap felületének kétszeresét összegezve:
{\displaystyle A=2\pi rh+2\pi r^{2}=2\pi r(r+h).\,}
Adott térfogat mellett a henger felszíne a {\displaystyle h=2r} esetben minimális. Adott felszín mellett a térfogat {\displaystyle h=2r} esetben maximális.

## Hengerszeletek
Körhenger és sík metszete ellipszis, elfajult esetben két párhuzamos egyenes, vagy üres halmaz.

## Másfajta hengerek
- Más vezérgörbéjű felületeket is hengernek nevezhetnek. Így például beszélnek
  - hiperbolikus hengerről:

{\displaystyle \left({\frac {x}{a}}\right)^{2}-\left({\frac {y}{b}}\right)^{2}=1}
- - parabolikus hengerről:

{\displaystyle x^{2}+2ay=0.\,}
A valós elliptikus hengereken kívül találkozhatunk képzetes elliptikus hengerekkel is, amiknek nincs valós pontjuk:
{\displaystyle \left({\frac {x}{a}}\right)^{2}+\left({\frac {y}{b}}\right)^{2}=-1}

## Tankprobléma
Egy fekvő, nem teli hengerben levő folyadék térfogatát is kiszámíthatjuk a térfogat = alapszor magasság képlettel.
A körszelet területképletével
{\displaystyle V=r^{2}L\left(\arccos \left({\frac {r-h}{r}}\right)-(r-h){\frac {\sqrt {2rh-h^{2}}}{r^{2}}}\right),}
ahol L a henger hossza, r az alapkör sugara, h a hengerben levő folyadék magassága.

## Hengerfelület a topológiában
Vegyünk egy négyzetet, és azonosítsuk egymással két szemben fekvő oldalát.
Pontosabban, az {\displaystyle ([0,1]\times [0,1])} egységnégyzet két oldalát a következő reláció szerint azonosítjuk:
(x,0)~(x,1) minden 0 ≤ x ≤ 1-re.
Hasonlóan áll elő a Möbius-szalag, de ahhoz el kell fordítani az egyik oldalt a teljesszög felével.

## Galéria

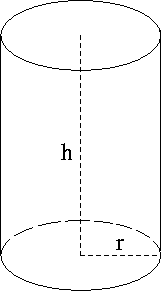
A henger magassága h-val, az alapkör sugara r-rel jelölve az angol height és a latin radius szavak rövidítéseként.
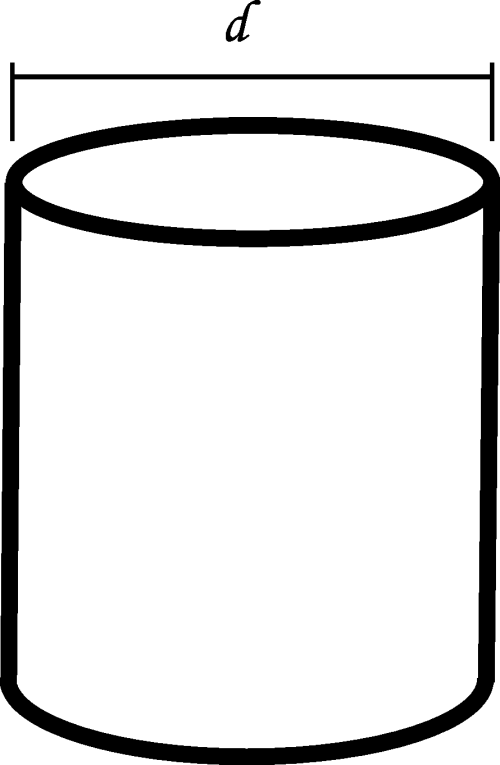
A kör átmérőjét itt d (diameter) jelöli.
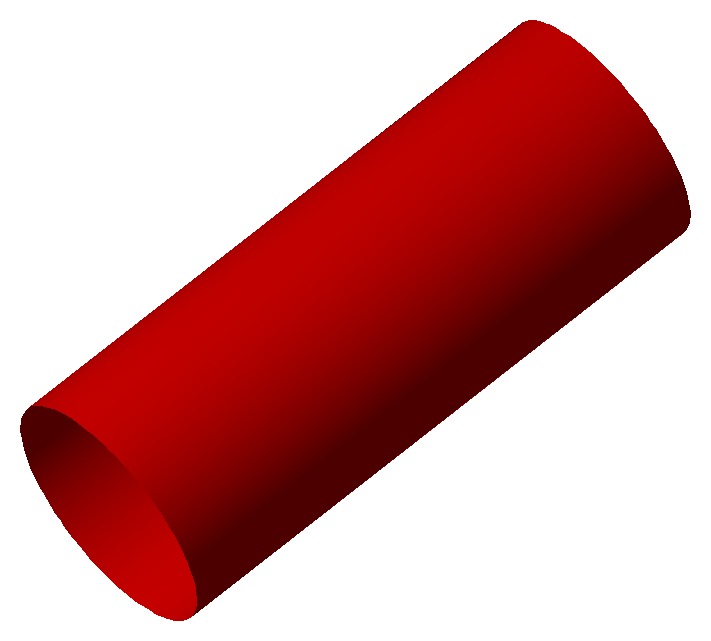
Piros, sugárkövetéssel renderelt henger.
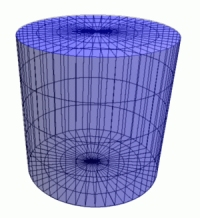
Rácsmodellel szemléltetett henger.